# Кристофор Хаберланд

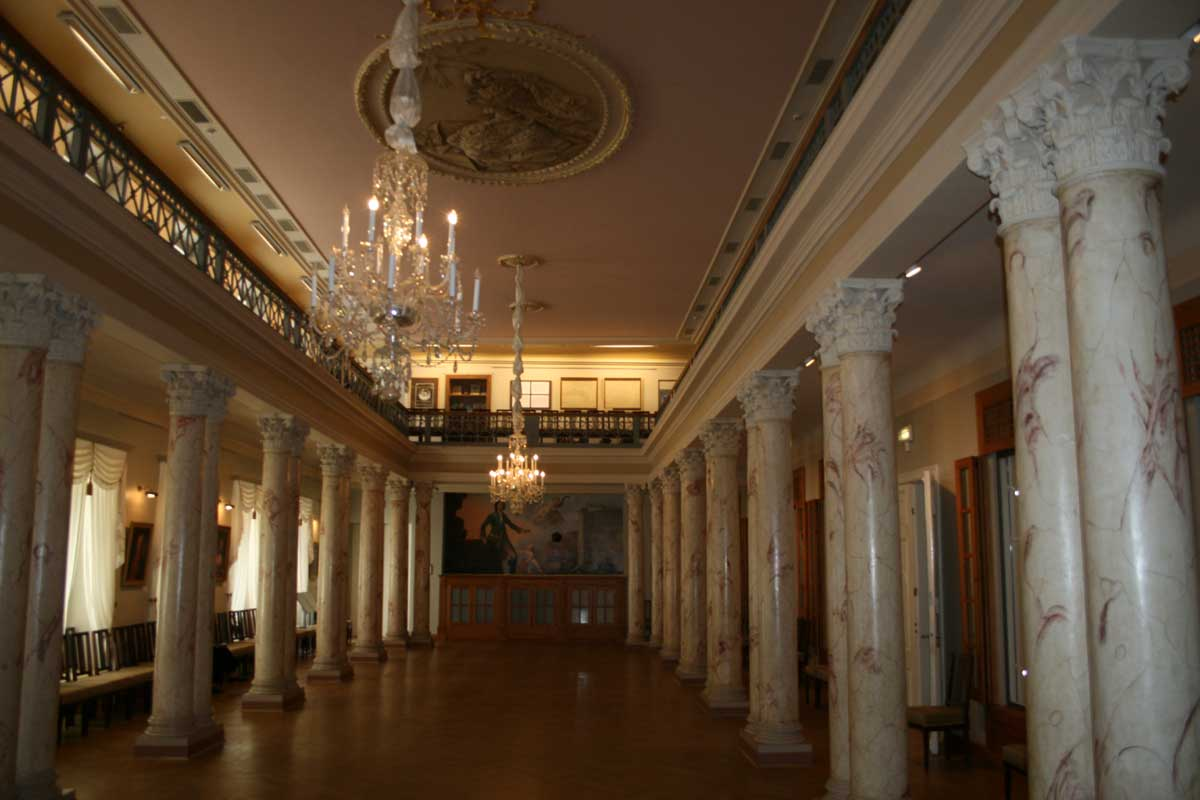
Колонний зал Музею історії Риги та мореплавства

Крістоф Габерланд (нім. Christoph Haberland, латис. Kristofs Hāberlands; * 1 січня 1700 — + 7 березня 1803 р., Рига) — один з найвідоміших архітекторів, що працювали у Ризі.

## Біографія
Батьком його був Йоган Андреас Габерланд, а матір'ю Крістіна (до шлюбу Мейнер). Після закінчення школи деякий час працював з батьком. У 1768 р. став учнем у гільдії каменярів, потім вчиться у Берліні та Дрездені. Пізніше повертається до Риги, здає екзамен на майстра і стає громадянином міста. Багато й продуктивно будував, був головним будівельним майстром Риги у 1789–1797 рр. (відповідає теперішній посаді головного архітектора Риги). Старійшина гільдії св. Івана. У 1784 р. одружився з Регіною Гертрудою Моріц.

## Творчість

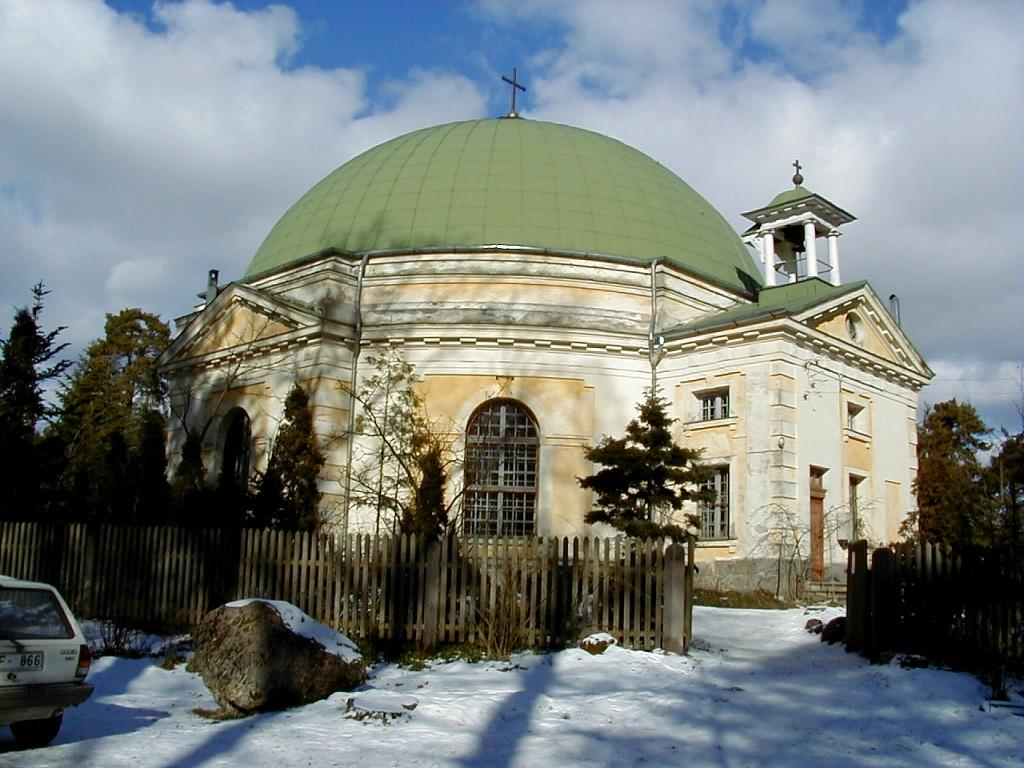
Катлакалнська євангелічно-лютеранська базиліка

Перш за все з його творчістю пов'язана концепція класицизму в латвійській архітектурі. Його фірмовим знаком вважається гармонійне поєднання класицизму та елементів бароко, дуже вивірене й надзвичайно спокійне. Спроектував бібліотечне крило колишнього Домського монастиря настільки талановито, що відразу отримав авторитет серед колег та популярність у замовників. 1778 р. створив колонний зал Музею Риги та мореплавства. У 1785 р. він збудував церкву в Валге, а 1788 р. — лютеранську церкву в Алуксне. Має стосунок і до церкви св. Петра у Ризі. За його проектом 1793 р. в Італії виготовили нову мармурову канцелярію. А 1794 р. Габерланд відновив дерев'яні зводи у середній частині церкви. 
Його головні творіння: 
Колонний зал Музею історії Риги та мореплавства (1778)
Приватний будинок на вул. Театру, 6 (1785)
Катлакалнська церква (1792)
А також будівлі:
Пилс, 9 (1780 г.),
Шкюню, 17 (1787 г.),
Смилшу, 5 (1787– 94 гг.),
Пилс, 6 (1795 г.),
Маза Пилс, 1 и 3 (1788 г.)